# Alisha Klass
Alisha Klass (ur. 3 stycznia 1972 w Chino) – była amerykańska aktorka pornograficzna.

## Życiorys

### Wczesne lata
Urodziła się w Chino w stanie Kalifornia. W liceum była cheerleaderką. Po ukończeniu szkoły średniej, wyjechała do Las Vegas, gdzie pracowała jako striptizerka w The Olympic Gardens. W tym czasie uczęszczała także do The Fashion Institute Of Design And Merchandising, gdzie ostatecznie uzyskała dyplom w dziedzinie mody. W tym czasie Klass zaczęła oglądać filmy dla dorosłych ze swoimi współlokatorami. 

### Kariera
Alisha Klass miała obsesją na punkcie serii Seymore Butts z udziałem Adama Glassera i wytatuowała sobie jego nazwisko na tylnej części ciała. Później zaprzyjaźniła się z kobietą, która pracowała dla Adama Glassera, a następnie została mu przedstawiona. Klass wzięła udział w sesjach zdjęciowych Glassera, poznała wykonawców i czytała wiadomości od fanów. Ostatecznie w 1997 wystąpiła w jednej ze scen filmu Behind the Sphinc Door z Ronem Jeremym i Samanthą Stylle.
Klass zaczęła występować w filmach pornograficznych, stając się współpracownikiem i asystentką reżysera Seymore’a Buttsa, z którym była związana w latach 1997-2000. 
W 1999 zdobyła trzy AVN Awards w kategoriach: „najlepsza scena seksu analnego - wideo”, „najlepsza scena seksu grupowego - wideo” i „najlepsza nowa gwiazdka”. Była gościem programu The Howard Stern Radio Show (1999, 2001).
W lipcu 2000 Klass wycofała się z branży filmów dla dorosłych. W sierpniu 2000 Glasser i Klass zaczęli publiczną kłótnię. Swój tatuaż „Seymore Butts” zmieniła na delfina. W 2001 Glasser został oskarżony o „dystrybucję nieprzyzwoitego materiału” i „reklamę nieprzyzwoitych rzeczy na sprzedaż” do sceny. Udział Klass w lesbijskiej scenie fistingu z Chloe w filmie Tampa Tushy-Fest Part 1 (1998), spowodował, że Glasser został oskarżony o obsceniczność. Postawione zarzuty popełnienia przestępstwa zostały ostatecznie odrzucone. 
W 2002 została umieszczona na trzydziestym dziewiątym miejscu na liście 50. największych gwiazd branży porno wszech czasów przez periodyk Adult Video News.
Klass znalazła się w obsadzie serialu Playboy TV Stripsearch (1999), melodramatu Wayne’a Wanga Centrum świata (The Center of the World, 2001) z Peterem Sarsgaardem, Carlą Gugino i Molly Parker jako striptizerka i filmu dokumentalnego Porn Star: The Legend of Ron Jeremy (2001).

## Życie prywatne
W 2001 studiowała na Uniwersytecie Kalifornijskim w Los Angeles na wydziale reżyserii i jako twórca fabuły/scenarzysta. 
Spotykała się z Emilio Estevezem. W latach 2000–2001 romansowała z aktorem Bruce'em Willisem.

## Nagrody
| Rok  | Nagroda          | Kategoria                                   | Film                                              | Inni wykonawcy                                               |
| ---- | ---------------- | ------------------------------------------- | ------------------------------------------------- | ------------------------------------------------------------ |
| 1998 | NightMoves Award | Najlepsza gwiazdka                          | -                                                 | -                                                            |
| 1998 | XRCO Award       | Najlepsza scena seksu analnego/DP           | Behind the Sphinc Door (1997), reż. Seymore Butts | Tom Byron                                                    |
| 1999 | F.O.X.E Award    | Ulubienica fanów                            | -                                                 | -                                                            |
| 1999 | NightMoves Award | Najlepsza aktorka wg redakcji               | -                                                 | -                                                            |
| 1999 | AVN Award        | Najlepsza gwiazdka                          | -                                                 | -                                                            |
| 1999 | AVN Award        | Najlepsza scena seksu grupowego - wideo     | Tushy Heaven (1998), reż. Seymore Butts           | Sean Michaels, Samantha Stylles, Halli Ashton i Wendy Knight |
| 1999 | AVN Award        | Najlepsza scena seksu analnego - wideo      | Tushy Heaven (1998), reż. Seymore Butts           | Samantha Stylles i Sean Michaels                             |
| 1999 | XRCO Award       | Najlepsza scena seksu analnego lub D.P.     | Tushy Heaven (1998), reż. Seymore Butts           | Samantha Stylles i Sean Michaels                             |
| 1999 | XRCO Award       | Najlepsza scena seksu dziewczyna-dziewczyna | Tampa Tushy Fest (1999), reż. Seymore Butts       | Chloe                                                        |
| 2000 | AVN Award        | Najlepsza scena seksu dziewczyna-dziewczyna | Tampa Tushy Fest (1999), reż. Seymore Butts       | Chloe                                                        |
| 2001 | AVN Award        | Najlepsza scena seksu grupowego             | Mission to Uranus (2000), reż. Seymore Butts      | Hakan Serbes i McKayla Matthews                              |
| 2007 | NightMoves       | NightMoves Hall of Fame (Sala Sław)         | -                                                 | -                                                            |
| 2012 | AVN Award        | AVN Award Hall of Fame (Sala Sław)          | -                                                 | -                                                            |